# 模仿言語
模仿言語（echolalia）是一種重複（他人所說的）特定辭彙、句子之不隨意動作 。被重複的辭彙未必有特殊的意義。此症狀是妥瑞氏症、自閉症常見的併發症。